# French Frigate Shoals
French Frigate Shoals er en atol 560 miles nordvest for Honolulu i Stillehavet. Den består af et 20 kilometer langt halvmåneformet rev, samt 12 sandøer. Derudover er der en vulkansk ø på 36 meter kaldet La Perouse Pinacle. Navnet stammer fra den franske opdagelsesrejsende Jean-François de La Pérouse, der var tæt på at miste to fregatter på revet.
Under 2. verdenskrig fungerede atollen som nødlandingssted for amerikanske fly, og landingsbanen og bygninger fra dengang eksisterer stadigt.
23°39′47″N 166°04′50″V / 23.6631°N 166.0806°V